# Gare de Rábapatona
La gare de Rábapatona (en hongrois : Rábapatona vasútállomás) est une halte ferroviaire hongroise, située à Rábapatona.